# Хуссейн Мухаммед Ершад
Хуссейн Мухаммед Ершад (нар. 1 лютого 1930 — пом. 14 липня 2019) — політичний та військовий діяч Бангладеш, президент-диктатор країни у 1983–1990 роках.

## Біографія
Його батько переїхав із Західної Бенгалії до Східного Пакистану під час розділу Індії. Випускник університету Даки. З 1952 року служив у лавах пакистанської армії, 1971 року перейшов до новостворених збройних сил Бангладеш. Вищу військову освіту здобував в Індії, вже після Війни за незалежність Бангладеш. Отримав звання полковника 1973 року, генерал-майора — 1975 року, на посаді начальника генерального штабу здійснив військовий переворот 1983 року, після чого сім років займав пост президента країни, незважаючи на активну протидію політичної опозиції. У 90-их роках очолював партію «Джатійя», чотири рази обирався до парламенту як депутат від неї, домігся для партії статусу молодшого партнера в уряді Авамі Ліг (1996–2001). Постійно наражається на судові переслідування за здійснені за часів перебування на президентському посту акції.